# Botaniske tidsskrifter
Dette er en liste over botaniske tidsskrifter, der udgives på hovedsprogene og i det nordiske område.

## A
- Acanthus
- Acta botanica Academiae Scientiarum Hungaricae – Senere Acta botanica Hungarica.
- Acta botanica Austro Sinica
- Acta botanica Barcinonensia – Tidligere Acta phytotaxonomica Barcinonensia.
- Acta botanica Brasilica
- Acta botanica Cubana
- Acta botanica Fennica
- Acta botanica Gallica – tidligere Bulletin de la Société botanique de France[1]
- Acta botanica Hungarica – tidligere Acta botanica Academiae Scientiarum Hungaricae.
- Acta botanica Islandica
- Acta botanica Malacitana
- Acta botánica Mexicana
- Acta botanica Neerlandica
- Acta botanica Sinica
- Acta botanica Slovaca Academiae Scientiarum Slovacae
- Acta botanica Venezuelica
- Acta botanica Yunnanica
- Acta cientifica Potosina
- Acta Palaeobotanica
- Acta phytotaxonomica geobotanica
- Acta phytotaxonomica Sinica
- Adansonia
- Albertoa – Tidsskrift udgivet af den botaniske afdeling ved Brasiliens nationalmuseum [2] ISSN 0103-4944
- Aliso – Taxonomi og planteevolution – Videnskabeligt, halvårligt tidsskrift fra den botaniske have Rancho Santa Ana, i Claremont, Californien [3]
- Allertonia
- Allionia
- American Journal of Botany [4] ISSN 0002-9122
- Annales de la Société botanique de Lyon (France)
- Annales Forestales (Anali za Sumarstvo, Zagreb)
- Annals of Botany
- Annals of the Missouri Botanical Garden
- Arboretum Kórnickie
- Arnoldia (Harvard) – Tidsskrift udgivet af 'Arnold Arboretum ved Harvard University[5].
- Arnoldia (München) (1991-) [6].
- Aroideana
- Ashingtonia (1973-1979) – Cactaceae – Udgivet af Holly Gate Nurseries, Ashington, Sussex, England.
- Australian Journal of Botany [7].
- Austrobaileya

## B
- Baileya
- Balduinia
- Bangladesh Journal of Botany
- Bartonia
- Bauhinia (Basel, Schweiz) [8].
- Belmontia
- Biochemical Systematics and Ecology
- Biologia Plantarum
- Blancoana – Jaen (Espagne)
- Blumea – Tidsskrift for taxonomi og botanisk geografi udgivet af Nationaal Herbarium Nederland [9]
- Blyttia
- Bocconea – Titlen henviser til den sicilianske naturforsker og botaniker Paolo Silvio Boccone (1633-1704)
- Boissiera
- Boletim de la Sociedade Broteriana
- Boletín de la Asociacion de herbarios iberico-macaronésicos – [10]
- Boletín de la Sociedad botanica de Mexico
- Bonplandia
- Botanica Macaronesica
- Botanica Rhedonica
- Botanical Gazette
- Botanical Journal of the Linnaean Society
- Botanical Magazine of Tokyo
- Botanical Review
- Botanicheskiy Zhurnal
- Botanische Jahrbücher für Systematik, Pflanzengeschichte und Pflanzengeographie
- Botanisches Zentralblatt
- Botanisk Tidsskrift
- Bothalia
- Bradea
- Bradleya
- Brenesia
- Broteria
- Brittonia – Tidsskrift for botanisk systematik udgivet af New Yorks botaniske have [11]
- Bromélia
- Brunonia – Tidligere Contributions from Herbarium Australiense
- Bulletin de l'Herbier Boissier
- Bulletin of botanical Research
- Bulletin of the Fan Memorial Institute of Biology
- Bulletin de la Société botanique de France – senere Acta botanica gallica ISSN 1253-8078
- Bulletin de la Sociéta de botanique de Belgique
- Bulletin de la Société d'Histoire Naturelle de Toulouse
- Bulletin de la Société royale de botanique de Belgique
- Bulletin du Jardin Botanique de Buitenzorg
- The Bulletin of the Torrey Botanical Society (1870-) – Senere The Journal of the Torrey Botanical Society

## C
- Caesiana – Rome (Italie)
- Calyx
- Canadian Journal of Botany
- Canadian Journal of Forest Research
- Canadian Journal of Plant Pathology
- Candollea – Tidsskrift udgivet af byen Genève ISSN 0373-2967
- Castanea
- Cathaya
- Ceiba
- Chronica Botanica
- Contributions of the University of Michigan Herbarium
- Cunninghamia
- Curtis's Botanical Magazine
- Cuscatlania – Floraen i El Salvador.
- Cyperaceae Newsletter

## D
- Darwiniana
- Davidsonia (1970-1981 igen 2002-)- Tidsskrift udgivet af den botaniske have ved University of British Columbia (Canada)[12].
- Dendrologia Florestal
- Desert Plants
- Deserta
- Dinteria Namibias botanik – ISSN 0012-3013
- Dominguezia
- Dumortiera

## E
- Edinburgh Journal of Botany (Skotland) – ISSN 0960-4286 [13].
- Elliottia
- Englera – Tidsskrift udgivet af den botaniske have Berlin-Dahlem[14] ISSN 0170-4818
- Erica (1992-) – Armors botanik (Frankrig) – ISSN 1167-7155
- Evolution

## F
- Feddes Repertorium
- Flora
- Flora Mediterranea Biogeografi og systematisk botanik for Middelhavsområdet [15]. ISSN 1120-4052
- Folia biologica Andina
- Folia geobotanica phytotaxonomica
- Fontqueria
- Forest Genetics Resources Information
- Fremontia

## G
- Gaussenia – Tidligere Travaux du Laboratoire Forestier de Toulouse.
- Ginkgoana
- Giornale Botanico Italiano
- Gleditschia
- Gorteria – Nederlandenes vilde flora [16].
- Grana
- Great Basin Naturalist
- Guihaia
- Gymnocalycium

## H
- Haussknechtia
- Herbertia
- Hercynia
- Hikobia
- Hoehnea
- Hoppea
- Huntia – Tidsskrift udgivet af Hunt Institute, Carnegie Mellon University, Pittsburgh, Pennsylvania, USA [17].

## I
- International Journal of Plant Sciences
- Isatis – Botanisk tidsskrift for det sydfanske område [18].
- Iselya

## J
- Japanese Journal of Botany
- Journal of economic and taxonomic Botany
- Journal of Geobotany
- Journal of Japanese Botany
- Journal of South African Botany
- Journal of the Arnold Arboretum
- Journal of the Bombay Natural History Society
- Journal of the botanical institute of Texas – Tidligere: Sida (se dette)[19] ISSN 0036-1488
- Journal of the Institute of Wood Science
- The Journal of the Torrey Botanical Society – Tidsskrift for grundforskning inden for plantebiologi. Tidligere (1870-1996): The Bulletin of the Torrey Botanical Club[20] ISSN 1095-5674

## K
- Kalmia
- Kew Bulletin
- Kew Magazine
- Kingia
- Kirkia
- Kurtziana (Argentina)

## L
- Lagascalia – Internationalt, videnskabeligt tidsskrift om karplanter (mest fra Middelhavsområdet) udgivet af el epartamento de Biología Vegetal y Ecología de la Universidad de Sevilla[21] ISSN 0210-7708
- Lazaroa
- Lejeunia – Liège (Belgien)
- Lindbergia – Tidsskrift udgivet af Nordic Bryological Society, mest om laver og bryophyta ISSN 0105-0761
- Linnaea
- The Linnean
- Lloydia – senere Journal of Natural Products.
- Loefgrenia
- Lorentzia

## M
- Madroño
- Mentzelia
- Mitteilungen der Deutschen Dendrologischen Gesellschaft
- Miyabea
- Morris Arboretum Bulletin
- Musa – Elektronisk tidsskrift fra Belgiens nationale, botaniske have[22].

## N
- Napaea
- Naturaliste Canadien
- New Phytologist
- New Zealand Journal of Botany
- Nordic Journal of Botany – Afløseren for Botanisk Tidsskrift er fællesnordisk[23] ISSN 0107-055X
- Norrlinia – Tidsskrift udgivet af det botaniske museum i Helsinki[24].
- Notes of the Royal Botanic Gardens Edinburgh
- Notizblatt Botanische Garten Berlin-Dahlem
- Novon
- Nuovo Giornale Botanico Italiano
- Nuytsia

## O
- Opera Botanica Belgica
- Österreiches Botanische Zeitschrift – senere Plant Systematics and Evolution.
- Orquideologia

## P
- Pabstia
- Palestine Journal of Botany
- Parodiana – Farmakologi og botanik (Argentina) – ISSN 0325-9684
- Phytochemistry
- Phytologia
- Phytomorphology
- Phyton – Annales rei botanicae
- Pittieria – Neotropisk flora og vegetation udgivet af Faculté des Sciences forestières et environnementales under 'Universidad de Los Andes – ISSN 0554-2111
- Plant Systematics and Evolution
- The Plantsman
- Preslia (1914-) – Tidsskrift udgivet af det tjekkiske botaniske selskab – ISSN 0032-7786 [25].

## Q
- Queensland Botany Bulletin

## R
- Raymondiana
- Reinwardtia
- Revue Horticole
- Revista Brasileira de Botânica
- Revue générale deBotanique
- Rheedea (1991-) – Tidsskrift for angiospermernes taxonomi udgivet af det indiske selskab for angiospernes taxonomi[26] ISSN 0971-2313
- Rhodora (1899-) – Studier over nordamerikanske planter med vægten på New England udgivet af New England Botanical Club, University of New Hampshire, USA ISSN 0035-4902 [27].
- Rodriguésia
- Ruizia

## S
- Sandakania – Systematik, morfologi og naturhistorie, udgivet af Forest Research Centre, Sandakan, Sabah, Malaysia[28] ISSN 0128-5939
- Sarsia
- Schlechteriana
- Selbyana – Tidsskrift udgivet af den botaniske have Marie Selby (Florida)[29] ISSN 0361-185X
- Sellowia – ISSN 0375-1651
- Sendtnera Tidsskrift udgivet af Institut für Systematische Botanik der Universität München[30] ISSN 0944-0178
- Sida, Contributions to Botany – Nu: Journal of the botanical institute of Texas – Systematisk botanik, udgivet af Botanical Research Institute of Texas[31] ISSN 0036-1488
- Silvae Genetica
- Solanaceae Newsletter
- Sommerfeltia – Taxonomi, plantegeografi, plantesociologi, økologi og plantemorfologi (Norge) [32] ISSN 0800-6865
- Southwestern Naturalist
- Stapfia
- Sultania
- Sunyatsenia
- Svensk Botaniska Tidskrift
- Systematic Botany

## T
- Taxon – Udgivet af International Association for Plant Taxonomy[33] ISSN 0040-0262
- Telopea
- Thaiszia – Slovakisk botanisk tidsskrift ISSN 1210-0420
- Torreya

## U
- URT – Tidsskrift udgivet af Skov- og Naturstyrelsen og Dansk Botanisk Forening[34] ISSN 0105-3795
- Utafiti

## V
- Växtodling
- Vegetatio
- Vieraea (1970-) – Videnskabeligt tidsskrift udgivet af Musée des Sciences Naturelles de Ténérife – ISSN 0210-945X

## W
- Wahlenbergia
- Watsonia – Tidsskrift udgivet af Botanical Society of the British Isles[35] ISSN 0043-1532
- Webbia
- Wentia
- Western Australian Herbarium Research Notes
- Willdenowia – Årsskrift udgivet af den botaniske have i Berlin-Dahlem[36] ISSN 0511-9618
- Wood and Fibre
- Wrightia

## X
Tekst mangler, hjælp os med at skrive teksten

## Y
Tekst mangler, hjælp os med at skrive teksten

## Z
- Zandera ISSN 0940-9920